# Foday Sankoh
Foday Sankoh Saybana (Masang Mayoso, Sierra Leona, 17 de octubre de 1937 - Freetown, Sierra Leona, 29 de julio de 2003) fue el líder y fundador del grupo rebelde de Sierra Leona llamado Frente Revolucionario Unido (FRU) que participó en los 11 años de guerra civil en Sierra Leona (1991-2002). Se estima que 50.000 personas murieron durante la guerra, y más de 500.000 personas fueron desplazadas como refugiados a los países vecinos.

## Primeros años y carrera
Foday Sankoh nació el 17 de octubre de 1937 en la aldea de Masang Mayoso, Distrito Tonkolili en la provincia septentrional de Sierra Leona, de un padre de la etnia temne y una madre loko.
Sankoh fue a la escuela primaria y secundaria en Magburaka, Distrito Tonkolili y se unió al ejército de Sierra Leona en 1956. Llevó a cabo su formación en Nigeria y el Reino Unido. En 1971, entonces cabo del ejército de Sierra Leona, fue destituido del ejército y encarcelado durante siete años en la cárcel de Pademba Road en Freetown por participar en un motín.
Después de su liberación entró en contacto con jóvenes radicales. Pasado el tiempo, Sankoh, Rashid Mansaray y Abu Kanu buscaron apoyo para un levantamiento armado para derrocar al gobierno de APC. Luego viajaron a Liberia, donde continuaron reclutando jóvenes con la ayuda del Frente Patriótico Nacional de Liberia (NPFL) de Charles Taylor.

## La guerra civil
El 23 de marzo de 1991, el Frente Revolucionario Unido, liderado por Foday Sankoh y con el respaldo de Charles Taylor, lanzó su primer ataque en las aldeas del distrito de Kailahun, provincia oriental rica en diamantes.
El FRU se hizo famoso por prácticas brutales como las violaciones en masa y amputaciones durante la guerra civil. Sankoh ordenó personalmente muchas operaciones. Después de quejarse de tales tácticas, Kanu y Mansaray fueron ejecutados sumariamente. En marzo de 1997, Sankoh huyó a Nigeria, donde fue puesto bajo arresto domiciliario, y más tarde encarcelado. A partir de entonces y hasta la liberación de Sankoh en 1999, Sam Bockarie dirige las operaciones militares del Frente Revolucionario Unido. Durante la guerra de diez años, Sankoh rompió varios acuerdos de alto al fuego, entre ellos el Acuerdo de Paz de Abiyán y el Acuerdo de Paz de Lomé, firmado en 1999. Finalmente, el Reino Unido y el ECOMOG intervinieron con sus pequeñas, pero profesionales, fuerzas militares y el Frente Revolucionario Unido fue aplastado finalmente. Sankoh fue detenido por las fuerzas de pacificación africanas en 2000. Su arresto llevó a celebraciones masivas en toda Sierra Leona. Sankoh fue entregado a los británicos y, bajo la jurisdicción de un tribunal respaldado por la ONU, fue acusado de 17 cargos por crímenes de guerra distintos, incluyendo el uso de niños soldados, y crímenes contra la humanidad, incluyendo el exterminio, esclavitud, violación y esclavitud sexual.

## Muerte
Sankoh murió de complicaciones derivadas de un derrame cerebral, mientras estaba en espera del juicio. En una declaración de la ONU, respaldada por el tribunal de crímenes de guerra, el fiscal jefe David Crane, dijo que la muerte de Sankoh le concedió "un final pacífico que le negó a tantos otros."